# Hallmare
Hallmare är en by bestående av tre gårdar som ligger i Loftahammars socken i Västerviks kommun i Tjust norra delar.
Området är rikt på glesbevuxen tall med mycket berg i dagen i ett rikt kustområde. Öppna betesmarker fyllda med äldre, grova ekar samsas med andra lövträd som al och björk. 
"I naturreservatet Nabben skärgård finns över 200 öar, holmar och skär. Skärgårdens natur skiftar från karga, kalspolade skär i öster till skogklädda, lummiga öar i väster och inbjuder till båtliv, paddling, fiske och bad"
(Länsstyrelsen Kalmar län 2015-01-04). I Nabbens Naturreservat betar idag Hereford från Frälsegården i samarbete med Länsstyrelsen för att hålla landskapet öppet och gynna den biologiska mångfalden. Skötsel genom frihuggning av gamla ekar och tallar görs även i samarbete mellan Länsstyrelsen och Frälsegården, som äger Naturreservatet.

## Historik
Hallmare by omnämns i Valdemar Atterdags Jordebok från mitten av 1300- talet, "Naugatio ex Dania per Mare Balthicum Estoniam". Detta gör gårdarna i byn de äldsta i källor beskrivna gårdarna i norra Västerviks kommun och bland de äldsta i hela Sverige. Sannolikt är boken uppkommen någon gång mellan 1238 och 1260, då biskop Thyurgils tillskrivs boken och det var mellan dessa år han var verksam. Här nämns byn med namnet "hambrae". Byn med sin vårdkase var en del i den viktiga fartygsleden utanför Smålandskusten, den så kallade Valdemarsleden. Vårdkasens grund går fortfarande att beskåda, den är ca 2,5 m hög och kallmurad och ligger på Skackeln. Hallmare gårdar i denna by nämns för första gången i svenska källor år 1453, eller som det benämns då, "Halmara". Då finns en frälsegård (som endast fick ägas av adeln) samt två skattegårdar (fria gårdar med skattskyldighet till kronan). Frälsegården låg under lång tid under godset Vinäs i Eds socken och tillhörde bl.a. ätterna Grip, Lewenhaupt och Nordefalk innan gården såldes av på 1800- talet till den dåvarande frälsebonden. Adelsmannen Charles de Mornay ägde frälsegården 1571 och Erik Karlsson de två andra gårdarna. Charles de Mornay var från en fransk krigaradel och deltog i Johan III:s ryska krig, föll i onåd efter taktiska nederlag i Ryssland och avrättades på 1580-talet. Den äldsta kartan över Hallmare är från år 1704, upprättad av lantmätare Samuel Frigelius. Den visar att åkrarna söder om byn är de som till största delen är brukade, samt en skvaltekvarn finns som tillhör byn. År 1779 fanns fem brukare, under år 1900 fanns sju gårdar. Byn innehåller nu tre fastboende hushåll, varav två av gårdarna bebos permanent (2014). 
Betydelsen av namnet "Hallmare" är osäker, men efterleden "-mare" skulle kunna betyda den "grunda viken" eller "fjärden" (Möller 1947). Hall är även det osäkert, men kan vara en gammal beteckning för "berg". En fri tolkning av namnet skulle då kunna resultera i "Den grunda viken vid berget", vilket skulle passa väl inpå den topografi som bildar den bergiga skärgården.

## Hallmare idag
Frälsegården, den största gården ligger norr om byn.
Kronogården ligger som första gård till höger
Rustgården ligger centralt i byn mittemot kronogården
Båtsmansgården ligger närmast Hallmare hamn, kallas även Nygård då det är den senaste gården att tillkomma. Den historiska s.k. Klassongården är delad mellan tre fastigheter och är numera endast sommarboende. Lilla Hallmare är namnet på det före detta torpet Våll och ligger bredvid Stora Sand, innan resande kommer fram till stora Hallmare via landvägen. Vägen självt byggdes av militären på mitten av 1900- talet. Granngårdarna i Lerglo ligger i norr.

## Personer från Hallmare
- Anders Larsson, båtbyggare. Några av hans båtar finns på Västerviks museum.
- Jan Andersson, båtbyggare och son till Anders Larsson. Byggde marknadsbåten Teresia 1891 som finns på hembygdsmuseet på Rågö.
- Karl Classon, senaste yrkesfiskaren i Hallmare. (Död 2 mars 2015)

## Personer som bor i Hallmare just nu
- Simon Halling Ekmåne, jägmästare. Ägare from 2013 till Frälsegården